# آندریا رامیرز
آندریا رامیرز (اسپانیایی: Andrea Ramírez؛ متولد ۴ سپتامبر ۱۹۹۸) یک تکواندوکار کلمبیایی است. وی در مسابقات قهرمانی تکواندو جهان ۲۰۱۷ که در موجو کره جنوبی برگزار شد، یکی از مدال‌های برنز دسته سبک‌وزن زنان را به دست آورد.
در سال ۲۰۱۹، وی در بازیهای پان امریکن ۲۰۱۹ که در لیما، پرو برگزار شد، در وزن ۴۹ کیلوگرم زنان، برنده مدال برنز شد. در سال ۲۰۲۰، او در مسابقات انتخابی تکواندو المپیک پان امریکن شرکت کرد و جواز حضور در المپیک تابستانی ۲۰۲۰ را که در توکیو، ژاپن برگزار خواهد شد، بدست آورده‌است.